# Sucre (Bolívia)
Sucre és la capital constitucional de la República de Bolívia i del departament de Chuquisaca, situada al sud de la part central del país.

## Geografia i organització territorial

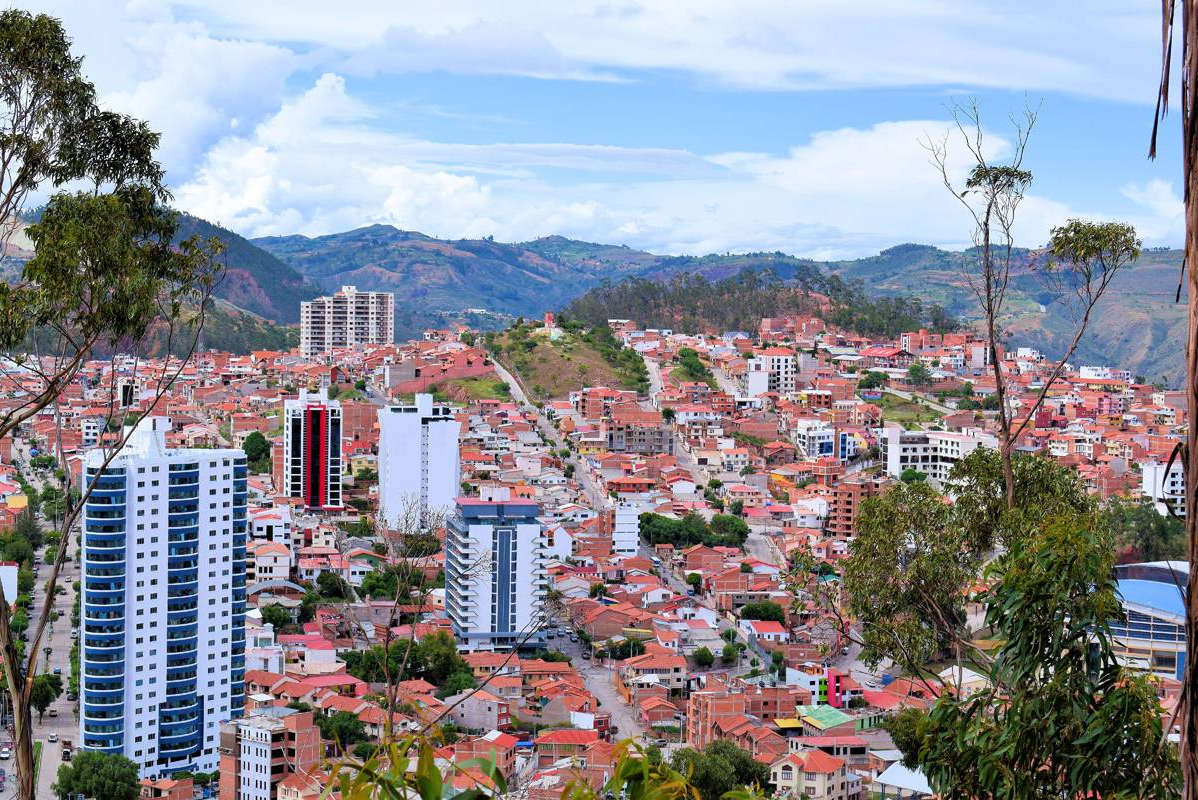
Sucre, Bolívia

Sucre es divideix en vuit districtes numerats: els cinc primers són districtes urbans, mentre que els districtes 6, 7 i 8 són districtes rurals. Cadascun està administrat per un subalcalde (castellà: Subalcalde), nomenat per l'alcalde de Sucre. Els districtes rurals inclouen nombroses comunitats rurals fora de l'àrea urbana.
Sucre és servit per l'aeroport d'Alcantari, situat 30 km al sud.

### Clima
Sucre té un clima subtropical de les terres altes (Köppen: Cwb), amb temperatures suaus durant tot l'any. La pluja generalment cau a les tempestes d'estiu.
La temperatura rècord més alta va ser 34,7 °C, mentre que la temperatura de registre més baixa va ser −6 °C.

## La ciutat dels quatre noms

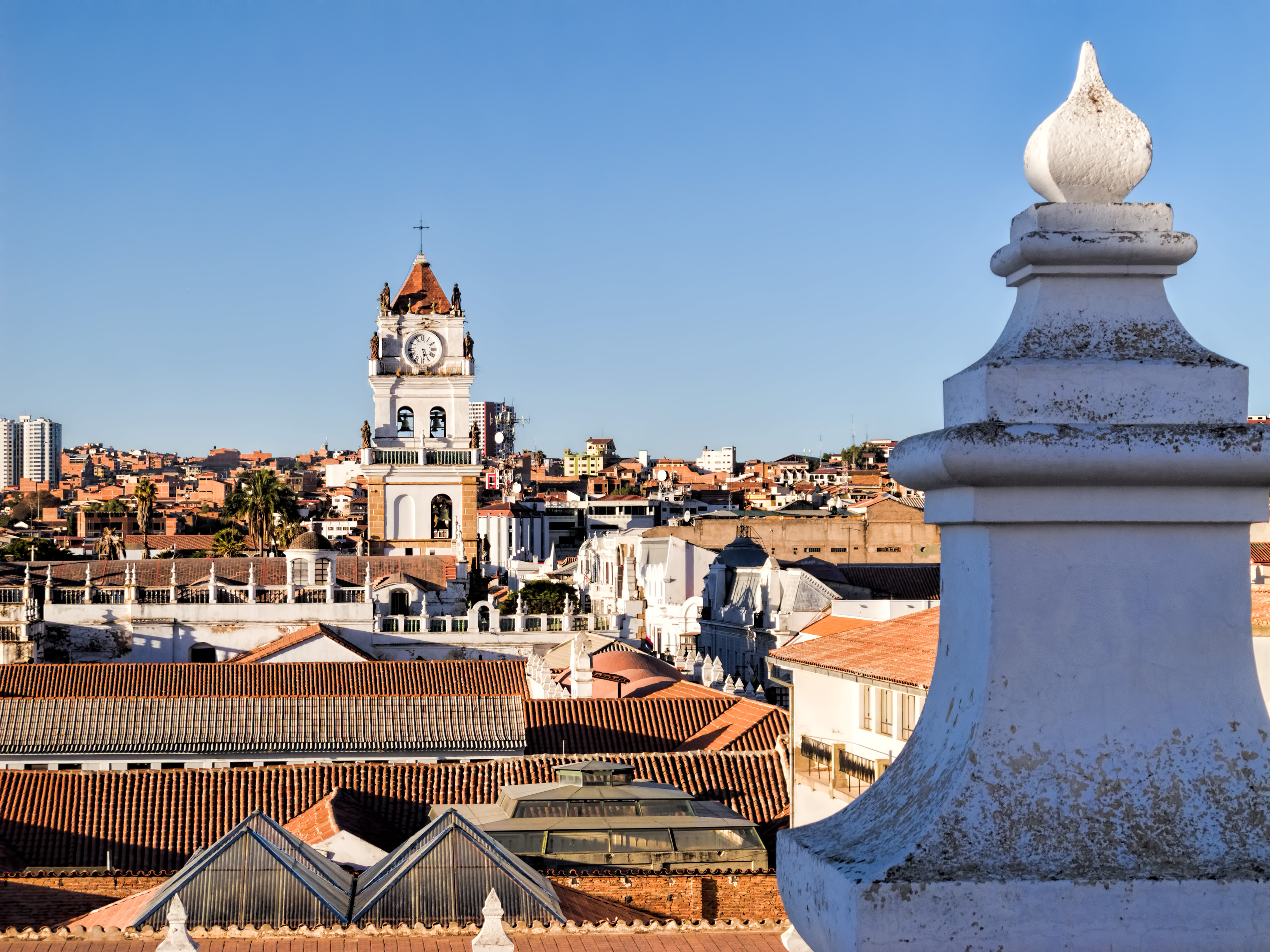
Sucre, la capital de Bolívia.

Cadascun dels noms coneguts representen una època concreta de la història de la ciutat:
- Charcas era el nom indígena del lloc sobre el qual els espanyols van construir la ciutat colonial.
- La Plata va ser el nom que es va donar a l'emergent ciutat hispànica de privilegi i honor.
- El nom de Chuquisaca va ser atorgat a la ciutat durant l'època de la independència.
- Sucre homenatja el gran mariscal de la batalla d'Ayacucho (9 de desembre de 1824), Antonio José de Sucre.
- La Ciudad Blanca és un sobrenom que es va atorgar a la ciutat perquè moltes de les cases i estructures d'estil colonial estan pintades de blanc.

## Història
La ciutat fou fundada el 1539 pel capità Pedro de Anzures, marquès de Campo Redondo, amb el nom de Charcas, en referència al poble Charcas, que vivia en aquesta regió. La seva altitud mitjana és de 2780 metres. Històricament s'ha conegut com a Charcas, La Plata o Chuquisaca. Al segle xviii la ciutat prengué el nom de La Plata per la seva riquesa.

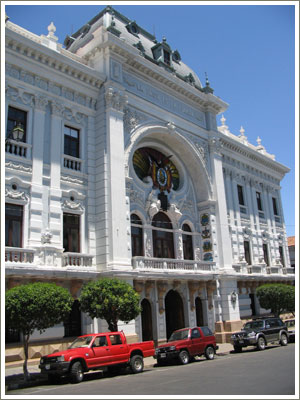
L'Ajuntament

El 1559, el rei Felip II d'Espanya establí a La Plata l'Audiencia de Charcas, la jurisdicció de la qual s'estenia sobre una regió que comprenia el que actualment és el Paraguai, el sud-est del Perú, el nord de Xile, el nord de l'Argentina i una gran part de Bolívia. El 1609 es creà un arquebisbat a la ciutat. El 1624 es fundà la Universitat de Sant Francesc Xavier, que fou la primera universitat de l'Amèrica Llatina.
Fins al segle xviii, La Plata fou el centre judicial, religiós i cultural de la regió. El 1839, després que la ciutat passés a ser la capital de Bolívia, li donaren un nou nom en homenatge al mariscal Antonio José de Sucre, camarada de Simón Bolívar per la independència de Bolívia, de Colòmbia, de l'Equador, del Perú i de Veneçuela. Sucre, massa isolada després del declivi econòmic de Potosí, perdé l'estatus de seu del Govern bolivià, que passà a La Paz.

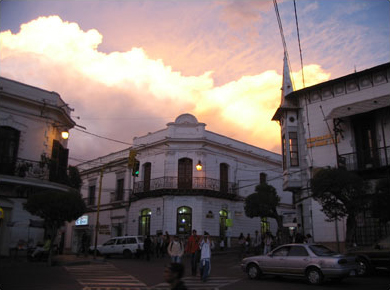
Vista de centre de la ciutat

El 1991 Sucre fou declarada Patrimoni de la Humanitat per la UNESCO. Cada any milers de turistes visiten aquesta capital del barroc amb edificis blancs que daten dels segles XVIII i xix.

## Govern

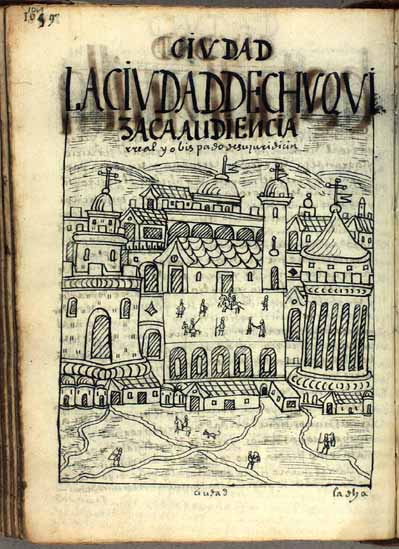
Chuquisaca -com era el seu nom colonial- l'any 1615 pel pintor inca Guamán Poma a la seva obra "Nueva corónica y buen gobierno". Biblioteca Reial Danesa.

Temps de Festa Major a Sucre

Juntament amb La Paz, Sucre és un dels dos centres governamentals de Bolívia: és la seu del poder judicial, on es troba la Cort Suprema de Justícia. Tal com indica la Constitució de Bolívia, Sucre és la veritable capital de la nació, mentre que La Paz és la seu del govern. Sucre és també la capital del departament de Chuquisaca. El govern de l'Ajuntament de Sucre es divideix en poder executiu i legislatiu. L’alcalde de Sucre és el cap executiu del govern de la ciutat, elegit per un mandat de cinc anys per eleccions generals. El poder legislatiu està format pel Consell Municipal, que elegeix un president, un vicepresident i un secretari d'entre un grup d'onze membres.
L'alcalde de Sucre és Enrique Leaño del Moviment pel Socialisme, que va derrotar a Horacio Poppe a les eleccions celebrades el 3 de març de 2021.
| Data inici             | Data finalització      | Alcalde                  | Partit                                            | Notes |
|                        | 7 de febrer de 2000    | Germán Gutiérrez Santier | MNR, PS1                                          | [ 4 ] |
| 7 de febrer de 2000    | 8 de gener de 2003     | Fidel Herrera Ressini    | MBL                                               | Dimitit en moviment dins del partit. |
| 8 de gener de 2003     | 5 d'octubre de 2004    | Aydeé Nava Andrade       | MBL                                               | [ 4 ] |
| 5 d'octubre de 2004    | 10 de gener de 2005    | Armando Pereira          | MNR                                               | Alcalde interí mentre Nava es presentava a les eleccions. |
| 10 de gener de 2005    | novembre de 2008       | Aydeé Nava Andrade       | MBL                                               | Escollit l'any 2004. |
| novembre de 2008       | 30 de maig de 2010     | Hugo Loayza              | MBL                                               | Va assumir el càrrec després que Nava fos acusat de corrupció. |
| 30 de maig de 2010     | 18 de juny de 2010     | Jaime Barrón Poveda      | PAÍS                                              | Escollit a les eleccions autonòmiques del 4 d'abril de 2010 |
| 22 de juny de 2010     | 10 de gener de 2011    | Verónica Berrios         | MAS-IPSP                                          | Designat alcalde interí pel Consell de Sucre en la Resolució 335/10 després que Barrón fos acusat d'organitzar la violència el 24 de maig de 2008 amb el suport de MAS, Nova Alternativa Ciutadana, i Domingo Martínez. |
| 10 de gener de 2011    | 27 de gener de 2011    | José Santos Romero       | MAS-IPSP                                          | Designat alcalde interí pel Consell de Sucre en la Resolució 03/11, amb tres vots del MAS (però no el suplent de Berríos), quatre vots del PAÍS, i el de Lourdes Millares.                                              |
| 27 de juliol de 2011   | 31 de gener de 2012    | Verónica Berrios         | MAS-IPSP                                          | Restaurat al seu càrrec quan el Tribunal de Garanties del Tribunal Superior de Justícia de Chuquisaca va anul·lar la Resolució 03/11                                                                                    |
| 31 de gener de 2012    | 25 de maig de 2015     | Moisés Torres Chivé      | Renovació de la llibertat i la democràcia (LIDER) | Escollit a les eleccions especials de 2011 |
| 25 de maig de 2015     | 13 de novembre de 2019 | Iván Arciénega           | MAS-IPSP                                          | Escollit a les eleccions municipals de 2015. Va dimitir el 2019 en crisi política nacional. |
| 14 de novembre de 2019 | 3 de maig de 2021      | Rosario López            | DIV                                               | Designat alcalde interí pel Consell de Sucre. |
| 3 de maig de 2021      | Titular                | Enrique Leaño            | MAS-IPSP                                          | Escollit a les eleccions municipals del 2021 |

El Consell Municipal és el poder legislatiu del govern del municipi de Sucre, la capital constitucional de Bolívia. El consell està format per onze membres electes, i elegeix el seu mateix president, vicepresident i secretari. Els membres del consell municipal elegits el 3 de maig de 2021 són:
- Oscar Sandy (MAS)

- Yolanda Barrios (MAS)

- Rodolfo Avilés (MAS)

- Guadalupe Fernández (MAS)

- Eduardo Lora (R-2025)

- Melisa Cortés (R-2025)

- Antonio Pino (R-2025)

- Carmen Rosa Torres (R-2025)

- Jenny Montaño (CA)

- Gonzalo Pallares (CST)

- Edwin González (Unidos)

## Esports
Sucre té les instal·lacions esportives més importants de Bolívia, i l'esport més practicat a la ciutat és el futbol. Sucre té el segon estadi de futbol i olímpic més gran del país, l’Estadi Patria. A partir de l'Apertura de 2019, el club campió de 2008 Universitari de Sucre va baixar de la lliga professional boliviana, deixant la ciutat sense equip de primera divisió.
També es practiquen altres esports, com la natació a la Piscina Bolivariana, el bàsquet a nombroses pistes de la ciutat, així com el taekwondo, el kung fu, el voleibol, el tennis i Raquetbo.

## Economia
El Mercat Campesino és el més gran de Sucre.

## Educació
Sucre acull la segona universitat pública més antiga d'Amèrica, la Universidad Mayor Real y Pontificia de San Francisco Xavier de Chuquisaca; sovint abreujat USFX. La universitat atrau estudiants tant nacionals com internacionals, i es poden trobar diferents departaments repartits per la ciutat. Les àrees de grau a USFX inclouen dret, ciències polítiques, medicina, odontologia, química, administració d'empreses, ciències financeres i molt més.
La ciutat també compta amb altres institucions acadèmiques com un campus de la Universitat Privada del Valle, també coneguda com Univalle, l'Escola Nacional de Mestres (Mariscal Sucre), la Universidad Privada Domingo Savio i la Universidad Andina. Simón Bolívar.

## Arquitectura
La ciutat de Sucre conté molts edificis antics i clàssics.

### La Casa de la Llibertat

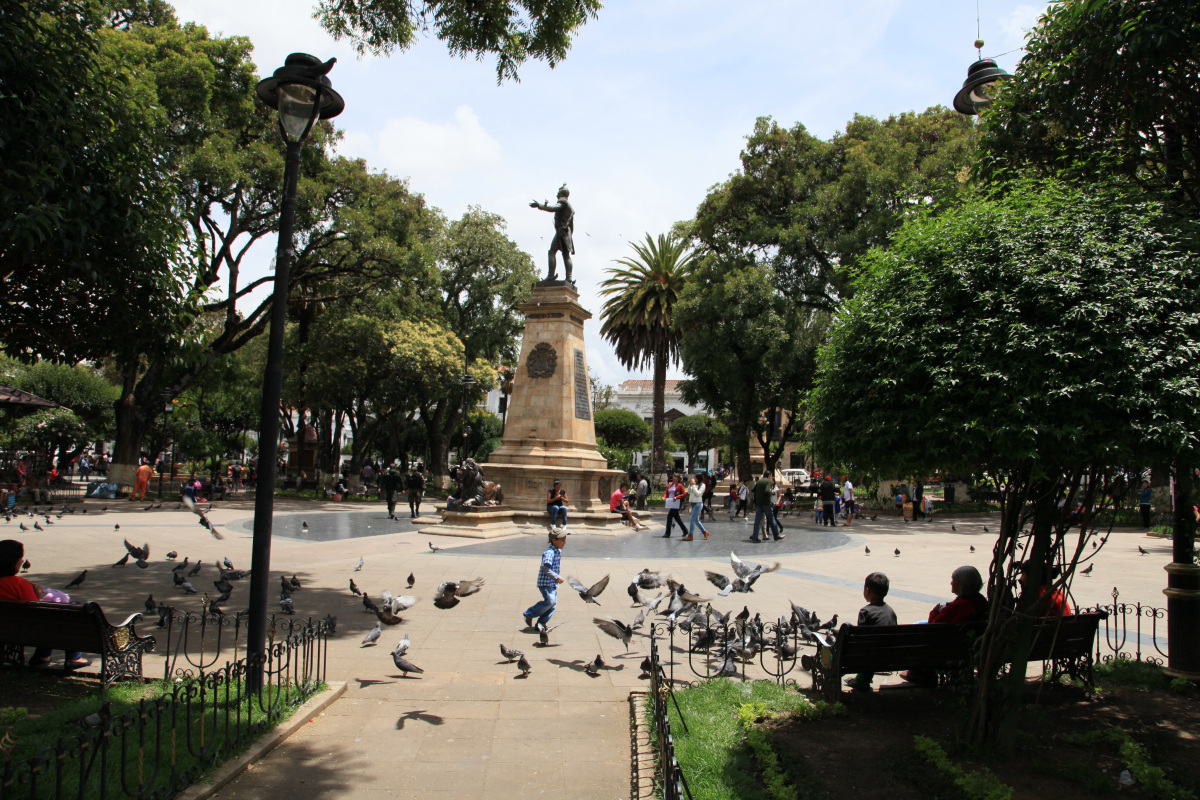
Plaça 25 de mayo

Construït l'any 1621, és potser l'edifici més important de la nació. La república va ser fundada en aquest edifici per Simón Bolívar que va redactar la Constitució boliviana.
 El Salón de la Independencia acull la Declaració d'Independència de Bolívia.

### Biblioteca Nacional
Construïda el mateix any de la fundació de la República, és el primer i el més important centre històric, bibliogràfic i de documentació del país. La Biblioteca Nacional té documents que daten del segle xvi.

### Catedral Metropolitana
Construïda entre 1559 i 1712, la catedral compta amb el Museo Catedralicio que és el primer i més important museu religiós del país. La Pinacoteca té una gran col·lecció de pintures de mestres colonials i republicans i també d'europeus com Bitti, Fourchaudt i Van Dyck. La catedral conté una gran quantitat de joies fetes d'or, plata i pedres precioses.

### Palau de l'arquebisbe
Construït el 1609, va ser una important institució religiosa i històrica durant l'època colonial.

### Govern Autònom Departamental de Chuquisaca

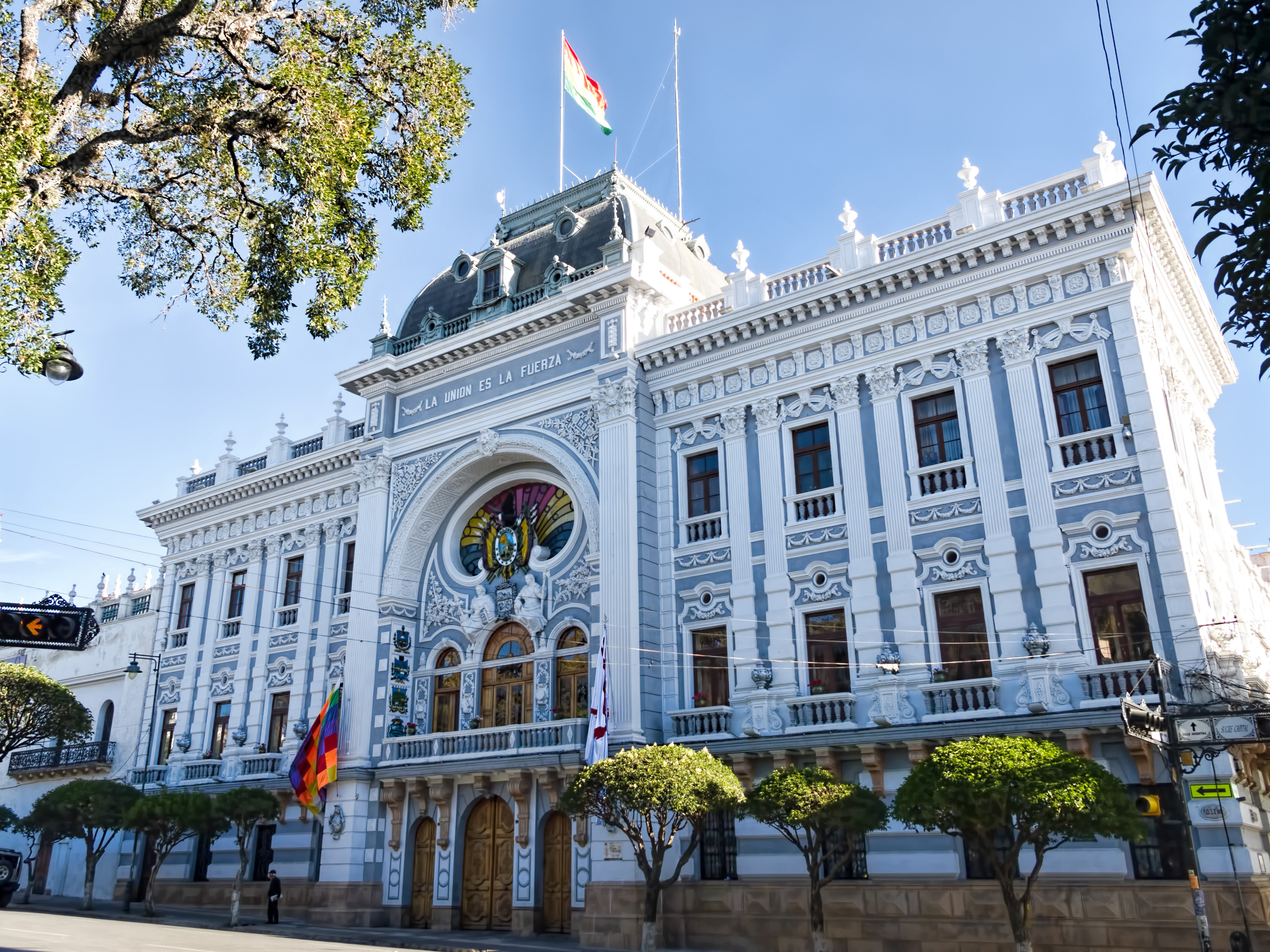
Vista de la Governació de Chuquisaca des de la plaça Major

Un dels millors edificis de l'arquitectura republicana, es va acabar l'any 1896. Va ser el primer Palau de Govern de Bolívia, però quan el govern es va traslladar a La Paz es va convertir en el Palau de la Governació de Chuquisaca.

### Tribunal Suprem de Justícia
El 16 de juliol de 1827 es va establir el Tribunal Suprem del país. El seu primer president va ser el doctor Manuel Maria Urcullo. Altres destacats en la seva història són el doctor Pantaleon Dalence, que va ser dues vegades president de la Cort Suprema i per les seves qualitats va ser conegut com el 'Pare de la justícia boliviana'. Aquesta institució es va instal·lar en diversos llocs abans de traslladar-se al seu edifici actual. Va ser dissenyat a l'estil neoclàssic sota els cànons de l'academicisme francès i va ser inaugurat el 25 de maig de 1945.

### Cementiri General
Algunes de les zones daten de finals del segle xii. Mausoleus ornamentats, tombes i jardins amb magnífics arbres vells poblen l'espai que acull les tombes de personatges importants de les arts, les ciències i la història tant de Bolívia com d'Amèrica Llatina. A causa de la tranquil·litat que ofereix el lloc, molts estudiants opten per estudiar aquí.

### Esglésies i Convents
- San Felipe Neri
- San Francisco
- La Recoleta
- Santa Teresa
- Santa Clara
- Santo Domingo

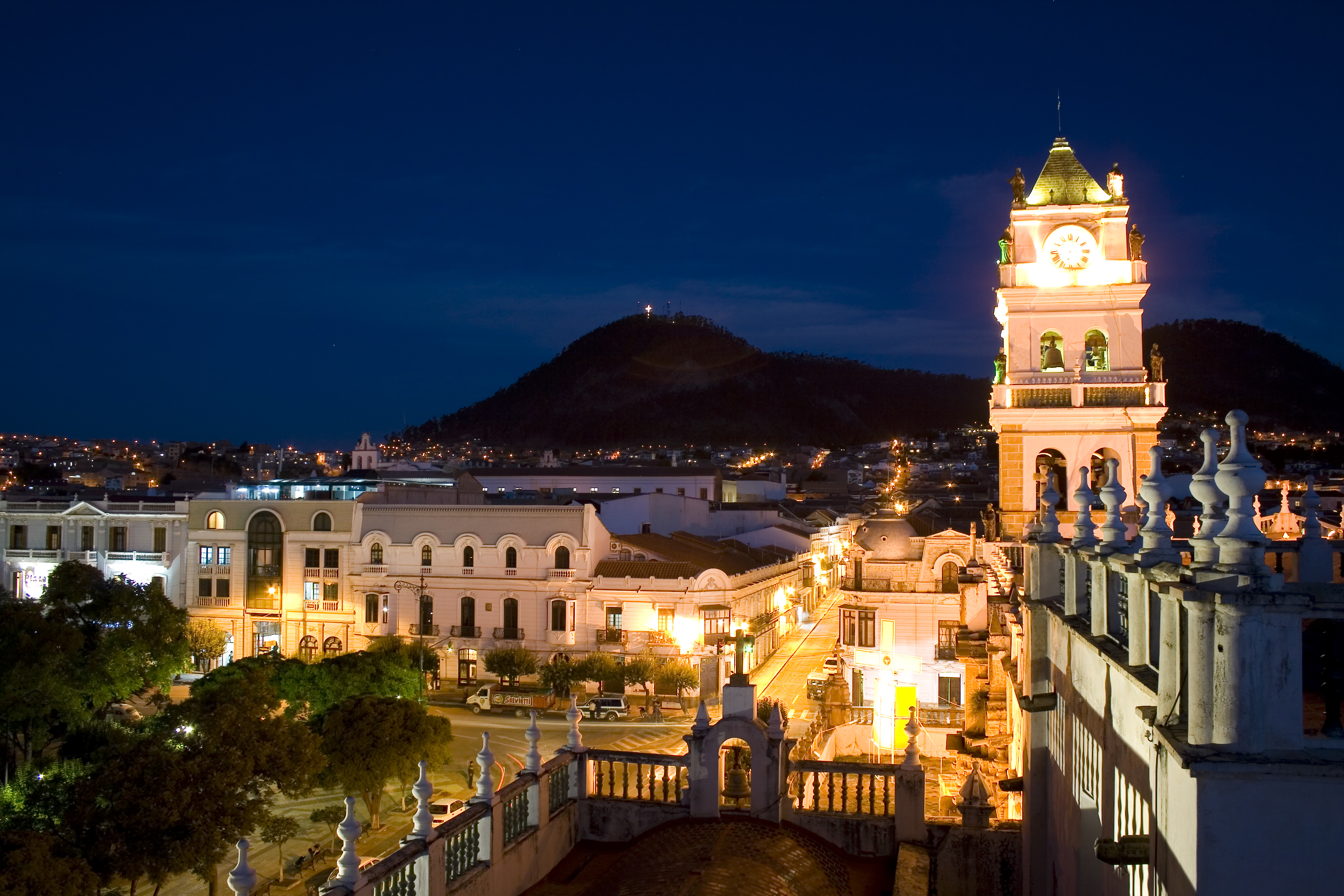
Plaça Principal, Plaça Major, Sucre

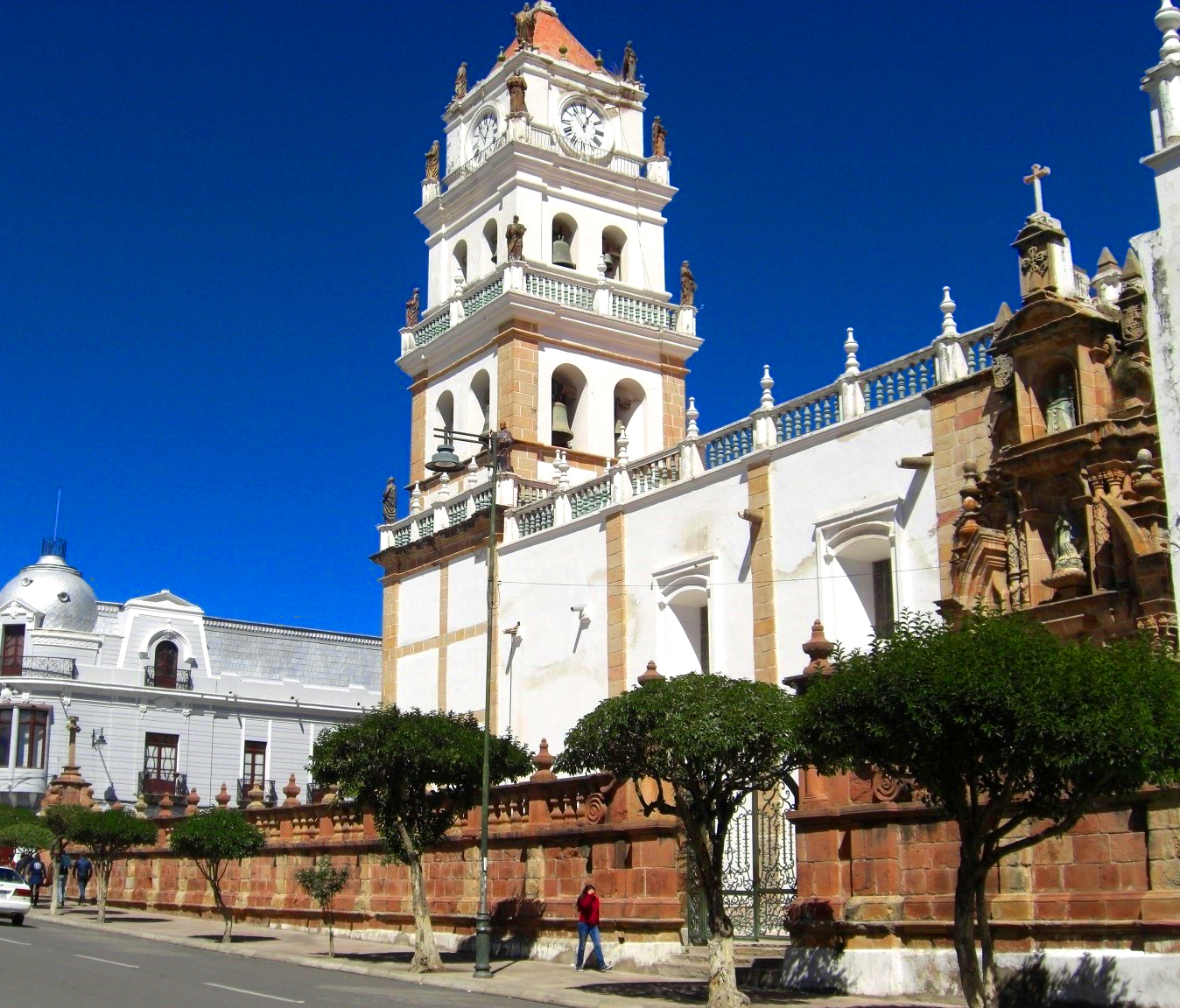
Catedral de Sucre

- San Lázaro (l'església més antiga del país i antiga catedral de Sucre)
- San Sebastián
- Església de la Mercè
- San Agustín
- Santa Mónica
- Santa Bàrbara
- San Miguel

### Capelles
- Capella de Loreto
- Verge de Guadalupe

## Turisme
L'urbanisme colonial i l'arquitectura republicana que caracteritzen Sucre li van valdre el títol de “Patrimoni Cultural de la Humanitat”, atorgat el 1991 per la UNESCO.
És la segona ciutat a Bolívia que rep aquesta distinció després de Potosí (1987). Aquest fet propicià la creació del Pla de Rehabilitació de les Àrees Històriques de Sucre (PRAHS, 1995), institució local encarregada de la gestió del centre històric, en col·laboració amb l'Agència Espanyola de Cooperació Internacional per al Desenvolupament (AECID). Es potencia el segment productiu del turisme cultural i es perfila la idea d'un nou eix turístic entre Sucre i Potosí com a iniciativa mancomunada de desenvolupament regional.
Restes paleontològiques
Altres atraccions de Sucre són les empremtes paleontològiques del període Cretaci trobades als afores de la ciutat i Cal Orcko, el jaciment d'empremtes fossilitzades més gran del món, fascine els paleontòlegs i els admiradors dels dinosaures. És a pocs quilòmetres de Sucre, a 3.000 metres d'altura als Andes centrals.

## Fills il·lustres

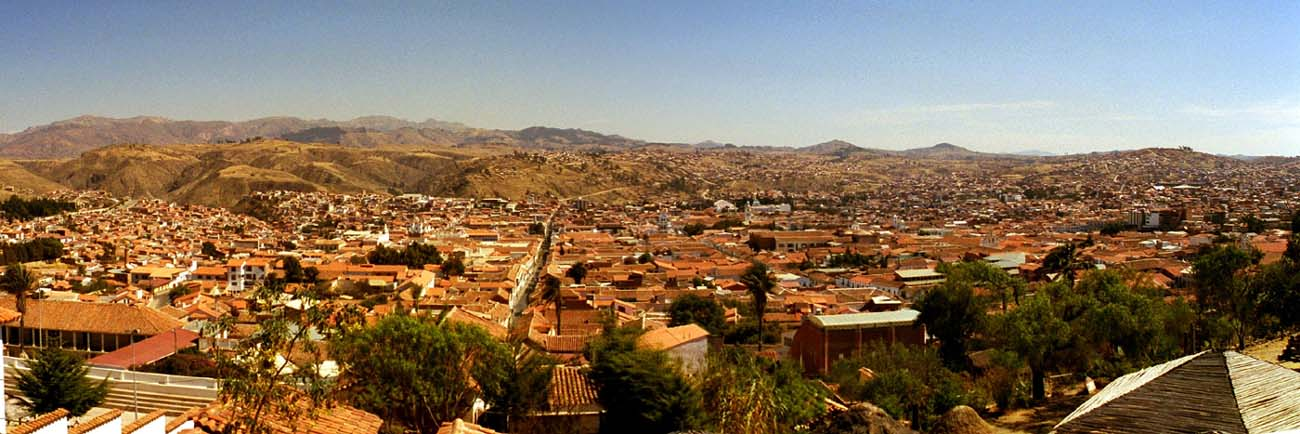
Sucre, capital de Bolívia

* Juana Azurduy de Padilla (1780-1862) lluitadora per la Independècia de les Províncies Unides del Riu de la Plata.

## Agermanaments
- La Plata, Argentina[14]
- San Miguel de Tucumán, Argentina[15]
- Ushuaia, Argentina
- Concepción, Xile